# Une pièce pour un passager
Pour plus de détails, voir Fiche technique et Distribution.
Une pièce pour un passager (Пьеса для пассажира, Pesa dlya passazhira) est un film russe réalisé par Vadim Abdrachitov, sorti en 1995,.

## Fiche technique
- Photographie : Youri Nevski
- Musique : Viktor Lebedev
- Décors : Alexandre Tolkatchiov, Vladimir Ermakov
- Montage : Roza Rogatkina